# Англо-русская война
Англо-русская война 1807—1812 годов — вооружённый конфликт между Российской и Британской империями в период Наполеоновских войн.

## Причины войны
После того как Россия потерпела военное поражение в кампании против Франции в 1806 и 1807 годах, она была вынуждена начать мирные переговоры. В Тильзите (25 июня 1807 года) состоялась встреча российского и французского императоров Александра I и Наполеона I. На встрече Александр I заговорил первым: «Я так же, как и вы, ненавижу англичан и готов вас поддерживать во всём, что вы предпримете против них». «В таком случае, — ответил Наполеон, — мы сможем договориться, и мир будет заключён».
Между Пруссией и Российской империей с одной стороны и Французской империей с другой был подписан Тильзитский мир, по которому Россия присоединилась к Континентальной блокаде против Великобритании. Эта блокада ударила по экономике как России, так и Соединённого Королевства.
Во время Наполеоновских войн британский флот наносил большой ущерб Дании и вынудил её, тем самым, принять сторону Наполеона I. Заключив с Францией союз, Дания готовилась объявить Великобритании континентальную блокаду. Но 16 августа 1807 года британцы высадили свой десант в Дании. Началась англо-датская война. 7 ноября британские войска взяли Копенгаген. Дания издавна была союзником России на Балтийском море, и захват Копенгагена вызвал в Петербурге сильное недовольство.
Александр I, основываясь на трактатах, заключённых между Россией и Швецией в 1790 и 1800 годах, потребовал от последней, чтобы и её порты были закрыты для британцев, и узнав, что она заключила союз с Великобританией, объявил ей войну. В феврале 1808 года русские войска вошли в Финляндию, начав тем самым последнюю русско-шведскую войну (1808—1809). Швеция вскоре потерпела поражение от России, после чего заключила мирный договор с Россией и примкнула к Континентальной блокаде. Финляндия же в результате стала частью Российской империи.

## Статистика Англо-русской войны
| Воюющие страны     | Население (на 1807 год)  | Мобилизовано солдат | Убито солдат |
| ------------------ | ------------------------ | ------------------- | ------------ |
| Российская империя | 39 675 100               | 24 000              | 800          |
| Британская империя | 400 000 000 (11 520 000) | 20 000              | 120          |
| ВСЕГО              | 439 675 100              | 44 000              | 920          |

## Боевые действия
Боевые действия велись в Атлантическом океане, Средиземном, Адриатическом, Баренцевом и Балтийском морях. Но сражения эти были не масштабные и носили, скорее, характер отдельных боевых столкновений небольших сил каждой из сторон. Тем не менее, сразу после начала войны России пришлось выполнить очень большой объём работ для укрепления всех своих балтийских портов и даже Новодвинской крепости на Белом море на случай атаки их английским флотом (настолько велико было впечатление от бомбардировки Копенгагена англичанами).
3 мая 1808 года в южноафриканском порту Саймонстаун британцы задержали российский шлюп «Диана» под командованием В. М. Головнина, направлявшийся в Тихий океан для научных работ.
Два самых кровопролитных сражения этой войны произошли в июле 1808 года в Балтийском море. Русские потеряли 74-пушечный линейный корабль «Всеволод» и три канонерские лодки. Экипажи всех этих кораблей почти полностью погибли или попали в плен. Потери британцев были незначительны, а потерянных кораблей у них и вовсе не было.
28 октября 1807 года после сильного шторма российские корабли зашли в Лиссабон для ремонта. 30 октября в эту же гавань вошёл британский флот. Российский адмирал Сенявин был застигнут врасплох, но британцы не стали атаковать разбитые штормом российские корабли. 23 августа 1808 года Сенявин заключил с британцами договор, по которому он передавал свои корабли британцам на хранение, но с условием, что Великобритания их выдаст через полгода после заключения мира с Россией в том же состоянии, что и получила. 31 августа эскадра Сенявина, 7 линейных кораблей и фрегат, под русским флагом вышла из Лиссабона и 27 сентября прибыла в Портсмут. Ещё два линейных корабля, «Рафаил» и «Ярослав», из-за аварийного состояния остались в лиссабонском порту. 5 августа 1809 года русские корабельные команды, вместе с флагами своих кораблей, на английских транспортных судах вышли из Портсмута и 9 сентября были доставлены в Ригу. В 1813 году Великобритания вернула России 2 линейных корабля, «Сильный» и «Мощный», и орудия с остальных кораблей, за которые была выплачена денежная компенсация.
12 июня 1808 года по пути из Ревеля в Свеаборг 14-пушечный катер «Опыт» был атакован британским 44-пушечным фрегатом «Сальсет», в результате боя четыре русских моряка погибли, а весь остальной экипаж и его командир капитан Г. И. Невельской были ранены. Британский корабль захватил «Опыт» после того, когда у него были выведены из строя все орудия. Дав подписку не служить в продолжении войны против Британской Империи, моряки были отпущены на свободу в порту Либавы.
Действия британцев на Баренцевом море ограничились нападением на город Колу 11—13 мая 1809 года, захватом купеческих и рыболовных судов (до 20 единиц) и разорением рыбацких пристанищ на Мурманском берегу.
После того, как между Швецией и Россией был заключён мирный договор, Великобритания прекратила боевые действия против России в Балтийском море, а в 1810 и 1811 годах боевые действия между Соединенным Королевством и Россией вообще не велись.

## Конец войны
В 1812 году Наполеон вторгся в Россию. Континентальная блокада, которую Александр I был вынужден объявить Великобритании после Тильзитского свидания с Наполеоном, была прекращена. Торговля, в которой остро нуждались как Россия, так и Великобритания, возобновилась. Уже 18 июля 1812 года в городе Эребру (Швеция) Великобритания и Россия подписали мирный договор, по которому Россия возобновляла торговлю с Соединённым Королевством, а британцы, в свою очередь, оказывали русским поддержку против Наполеона в начавшейся Отечественной войне. Договор имел огромное политическое значение, но на исход войны 1812 года повлиял мало.

## Отражение в искусстве
Эпизоду англо-русской войны посвящён рассказ А. А. Бестужева-Марлинского «Мореход Никитин», основанный на реальных событиях из жизни М. А. Герасимова.
Сцена морского сражения в ходе этой войны описана в повести Ф. Марриета «Мичман Тихоня».